# Route nationale 7 (Francia)
La route nationale 7 (RN 7 o N 7) è una strada nazionale lunga 996 km che parte da Parigi e termina alla frontiera italiana dopo Mentone. Prima dei declassamenti, era la strada nazionale più lunga del Paese. Si tratta di una via di comunicazione di grande importanza storica, dato che a lungo fu la principale a collegare il Nord e il Sud della Francia. Oggi in alternativa viene denominata route Bleue oppure è soprannominata route des vacances.

## Storia
In epoca romana un sistema di strade, detto via Agrippa, si imperniava sul centro di Lugdunum (Lione) e collegava questa città a Lutetia (Parigi), seguendo approssimativamente il percorso dell’attuale N6, ed all’Italia attraverso Arausio (Orange), come la N7.
Nel XV secolo si mise a punto una rete di strade postali per volere di Luigi XI: le strade da Parigi a Lione passavano per Digione (strada di Borgogna) o per Moulins (strada del Borbonese).
Quando la Contea di Nizza venne annessa alla Francia nel 1793, per il progetto di una nuova strada da Nizza a Mentone Napoleone diede l’incarico a Joseph Hyacinthe Sigaud, che poi si ritirò e fu sostituito dall’assistente Joseph Ladevèze. I lavori cominciarono nel 1803 e nel 1811 la nuova via fu prolungata oltre Ventimiglia.

## Percorso

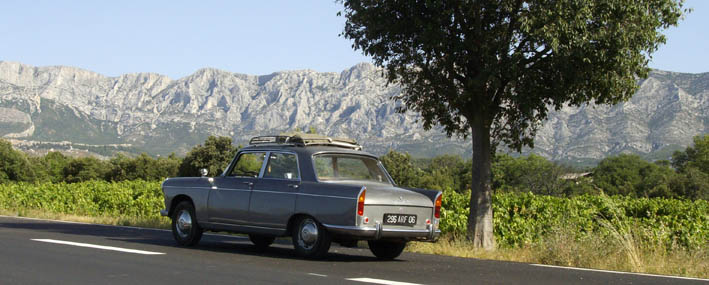
La N7 presso Aix-en-Provence, con la montagna di Sainte Victoire sullo sfondo.

Parte dalla porte d'Italie al confine fra la capitale e Le Kremlin-Bicêtre, quindi si dirige a Villejuif. Fino all’aeroporto di Orly è stata declassata a D7. Passa sotto le piste dell’aeroporto e raggiunge Fontainebleau (col nome di D607) lungo la Senna. Piega verso sud attraversando la Foresta di Fontainebleau e le città di Nemours e Montargis prima di arrivare nella Valle della Loira a Briare, da dove è stata declassata a D2007; abbandona la valle a sud di Nevers per seguire quella dell’Allier. Passa allora accanto al circuito di Nevers Magny-Cours, aggira Saint-Pierre-le-Moûtier e Moulins per poi lasciare la valle a Varennes-sur-Allier.
Superata Lapalisse valica i monts de la Madeleine e discende di nuovo nella valle della Loira. Tocca la città di Roanne, valica i Monts du Lyonnais presso il col du Pin-Bouchain e serve i comuni di Tarare, L'Arbresle, Lentilly e La Tour-de-Salvagny prima di giungere a Lione, di cui attraversa il centro come D307. Prosegue lungo la riva sinistra del Rodano in direzione sud passando così per Vienne, Valenza, Montélimar, Orange ed Avignone. Tra Sorgues ed Orange è stata declassata a D907.
In seguito abbandona la valle del Rodano e raggiunge Aix-en-Provence con il nome di D7N (evocativo del nome originale della strada nazionale). Prosegue in direzione est passando a nord del Massiccio dei Maures e servendo i centri di Brignoles, Vidauban, Le Muy e Fréjus: è questa la prima città affacciata sul mar Mediterraneo che la strada raggiunge. La N7 cambia denominazione da DN7 a D6007 quando entra nel dipartimento delle Alpi Marittime ed attraversa Cannes, Antibes, Cagnes-sur-Mer e Nizza. Passata accanto al confine con il Principato di Monaco, supera Mentone e termina poco dopo al confine con l’Italia. La N7 viene continuata in territorio italiano dalla strada statale 1 Via Aurelia.